# Ewa Kubiak-Szymborska
Ewa Danuta Kubiak-Szymborska (zm. 29 września 2024) – polska  pedagog, dr hab., profesor UKW.

## Życiorys
W 1975 r. ukończyła studia pedagogiczne w Wyższej Szkole Pedagogicznej w Krakowie, w 1987 r. doktoryzowała się, w 2004 r. habilitowała się za pracę pt. Podmiotowość młodzieży akademickiej. Studium statusu podmiotowego studentów okresu transformacji. Była zatrudniona na Politechnice Bydgoskiej im. Jana i Jędrzeja Śniadeckich, oraz w Pomorskiej Wyższej Szkole Nauk Stosowanych w Gdyni.